# Threatt Filling Station
La Threatt Filling Station est une ancienne station-service américaine dans le comté d'Oklahoma, en Oklahoma. Située le long de la route 66, elle a été construite vers 1915. Elle est inscrite au Registre national des lieux historiques depuis le 23 février 1995.